# Beginnings: The Lost Tapes 1988–1991
Beginnings: The Lost Tapes — посмертный альбом Тупака Шакура, вышедший в 2007 году.

## Об альбоме
Beginnings: The Lost Tapes состоит из самых первых записей, которые были записаны в 1988–1991 гг. совместно с группами Strictly Dope и Digital Underground.
Неофициально альбом был выпущен 18 апреля 2000 года, на сборнике The Lost Tapes: Circa 1988, но из-за нарушения авторских прав был запрещён к продажам матерью Тупака — Афени Шакур. После чего, в 2007 году, с одобрения Афени Шакур, альбом был издан официально с некоторыми изменениями в списке композиций.

## Список композиций
1. «Panther Power» — 4:37
2. «The Case of the Misplaced Mic» — 2:32
3. «Let Knowledge Drop» — 3:35
4. «Never Be Beat» — 5:32
5. «A Day in the Life» — 4:54
6. «My Burnin’ Heart» — 6:24
7. «Minnie the Moocher» — 4:18
8. «The Case of the Misplaced Mic II» — 2:38
9. «Static (mix I)» — 4:18
10. «Static (mix II)» — 3:59

## Семплы
| - «Panther Power» - «Drop the Bomb» — Brand Nubian | - «Static (mix I)» и «Static (mix II)» - «Same Song» — Digital Underground |